# У Чжицян
У Чжицян (10 квітня 1994 , Тунляо, Внутрішня Монголія ) — китайський легкоатлет, що спеціалізується на спринті, бронзовий призер Олімпійських ігор 2020 року.

## Кар'єра
| Рік             | Змагання                        | Місце проведення          | Місце           | Дисципліна            | Результат       | Примітки        |
| Представник КНР | Представник КНР                 | Представник КНР           | Представник КНР | Представник КНР       | Представник КНР | Представник КНР |
| --------------- | ------------------------------- | ------------------------- | --------------- | --------------------- | --------------- | --------------- |
| 2013            | Універсіада                     | Казань, Росія             | 22              | біг на 100 метрів     | 10.72           |                 |
| 2013            | Універсіада                     | Казань, Росія             | 5               | естафета 4×100 метрів | 39.54           |                 |
| 2015            | Світові легкоатлетичні естафети | Нассау, Багамські Острови | 21              | естафета 4×100 метрів | 57.98           |                 |
| 2015            | Світові легкоатлетичні естафети | Нассау, Багамські Острови | —               | естафета 4×200 метрів | DSQ             |                 |
| 2015            | Чемпіонат Азії                  | Ухань, Китай              | 1               | естафета 4×100 метрів | 39.02           |                 |
| 2017            | Чемпіонат світу                 | Лондон, Велика Британія   | 4               | естафета 4×100 метрів | 38.34           |                 |
| 2018            | Чемпіонат Азії в приміщенні     | Тегеран, Іран             | 6               | біг на 60 метрів      | 6.84            |                 |
| 2019            | Чемпіонат Азії                  | Доха, Катар               | 3               | біг на 100 метрів     | 10.18           |                 |
| 2019            | Світові легкоатлетичні естафети | Йокогама, Японія          | 4               | естафета 4×100 метрів | 38.16           | SB              |
| 2019            | Чемпіонат світу                 | Доха, Катар               | 6               | естафета 4×100 метрів | 38.07           |                 |
| 2021            | Олімпійські ігри                | Токіо, Японія             | 27              | біг на 100 метрів     | 10.18           |                 |
| 2021            | Олімпійські ігри                | Токіо, Японія             | 3               | естафета 4×100 метрів | 37.79           | NR              |